# Stephan van den Berg
Pour les articles homonymes, voir van den Berg.
Stephan van den Berg, né le 20 février 1962 à Hoorn (Pays-Bas), est un véliplanchiste néerlandais.

## Biographie
Stephan van den Berg remporte la médaille d'or aux Jeux olympiques d'été de 1984 à Los Angeles. Il est nommé cette année-là sportif néerlandais de l'année. Il termine septième en 1992.